# Hemavati
Hemavati  (Kannada ಹೇಮಾವತಿ) o Yenne-hole és un riu de Karnataka, Índia, un dels principals afluents del Cauvery.
Neix als Ghats Occidentals i corre en direcció sud-est passant pel límit de la regió de Coorg, on se li uneixen diversos rius menors procedents de l'oest; després rep el Yagachi des del nord, rodeja Hole Narsipur, i corre al sud cap al Cauvery al que s'uneix prop de Yedatore, després d'un curs d'uns 257 km, en el qual hi ha deu preses de les que surten no menys de 230 km de canals de reg destacant el canal nord de Sriramadevar de 75 km, al districte de Hassan, i el canal Mandigere, de 43 km, al districte de Mysore. La seva conca és de 5,410 km².